# Vicomtesse de Beauséant
La vicomtesse Claire de Beauséant est un personnage de fiction de La Comédie humaine d'Honoré de Balzac, qui apparaît notamment dans Le Père Goriot. La vicomtesse est la cousine d'Eugène de Rastignac et l'amante du marquis d'Ajuda-Pinto. C'est elle qui, trahie par son amant, entreprend de donner à Rastignac sa première leçon d'arrivisme. Mme de Beauséant appartient à la haute noblesse et règne au travers de ses réceptions sur le tout-Paris. Née Claire de Bourgogne en 1792, elle descend d'une branche bâtarde de la Maison de France, « la dernière fille de la quasi royale maison de  Bourgogne ».

## Chronologie de la vicomtesse de Beauséant
- En 1817, dans Le Lys dans la vallée, la princesse de Blamont-Chauvry lui présente Félix de Vandenesse. Très liée avec Diane de Maufrigneuse à cette date, elle apparaît aussi dans Gobseck, les deux femmes cherchant désespérément à combler leurs dettes.
- En 1818, dans La Duchesse de Langeais, elle invite Antoinette de Langeais à l’un de ses bals fastueux et renommés.
- En 1819, son personnage se précise dans Le Père Goriot où elle joue un rôle important vis-à-vis de son parent, Eugène de Rastignac. Elle présente d’abord le jeune homme à son mari (le vicomte de Beauséant), puis elle l’introduit dans le  « grand monde » en lui donnant de précieux conseils. Dans ce même roman, on apprend qu’elle vient d’être abandonnée par son amant, le marquis d'Ajuda-Pinto. Et que pour fuir l’humiliation qu’il lui inflige en épousant mademoiselle de Rochefide, elle va quitter Paris immédiatement après la célèbre fête où est enfin invitée Delphine de Nucingen qui attendait cette occasion depuis longtemps.
- En 1820, dans L'Interdiction, la duchesse de Langeais lui prend son rôle de reine du tout-Paris. Elle est immédiatement détrônée par la marquise d'Espard.
- En 1822, dans La Femme abandonnée, elle s'est retirée dans la plus grande solitude à Courcelles, en Basse-Normandie et elle refuse de voir quiconque. Mais le jeune Gaston de Nueil, venu en convalescence dans une famille de haut rang (les Champignelles), finit par forcer sa porte et la séduire. Après bien des hésitations, la vicomtesse se laisse aller aux joies d’un nouvel amour. Après un séjour de plusieurs années à Genève avec son jeune amant, elle l’incite à se marier en espérant qu’il refusera. Gaston de Nueil se marie et de nouveau, la vicomtesse est abandonnée.

## Romans dans lesquels le personnage apparaît
- Albert Savarus
- Béatrix
- Splendeurs et misères des courtisanes
- Le Cabinet des Antiques

## Sources bibliographiques
- Anatole Cerferr et Jules Christophe, Répertoire de « La Comédie humaine » de Balzac, introduction de Paul Bourget, Calmann-Lévy, 1893.
- Arthur-Graves Canfield, « Les personnages reparaissants de La Comédie humaine », Revue d'histoire littéraire de la France, janvier-mars et avril-juin 1934 (republié sous le titre The Reappearing Characters in Balzac's Comédie Humaine, Chapell Hill, University of North Carolina Press, 1961 ; réimpression Greenwood Press, 1977.
- Charles Lecour, Les Personnages de « La Comédie humaine », Vrin, 1967.
- Félicien Marceau, Les Personnages de « La Comédie humaine », Gallimard-NRF, 1977, 375 p.
- Fernand Lotte, Dictionnaire biographique des personnages fictifs de « La Comédie humaine », avant-propos de Marcel Bouteron, José Corti, Paris, 1952.
- Félix Longaud, Dictionnaire de Balzac, Larousse, Paris, 1969.
- Pierre Abraham, Créatures chez Balzac, Gallimard, Paris, 1931.
- Félicien Marceau, Balzac et son monde, Gallimard, coll. « Tel », 1970 ; édition revue et augmentée, 1986, 684 p.
- Anne-Marie Meininger et Pierre Citron, Index des personnages fictifs de « La Comédie humaine », La Pléiade, t. XXII, p. 1169.